# Nová universální gnostická církev

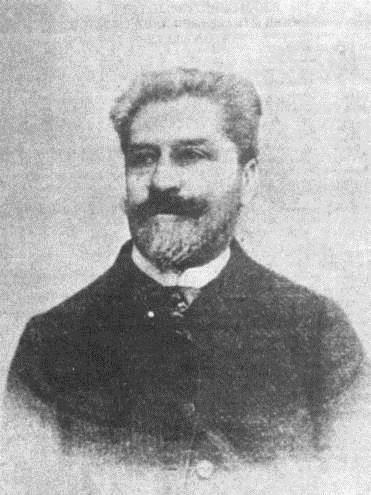
Jules Doinel, zakladatel církve

Nová universální gnostická církev, francouzsky Nouvelle Eglise Gnostique Universelle, často jen Gnostická církev, Eglise Gnostique, je církev kterou v roce 1890 založil Jules-Benoît Doinel na základech spiritualismu, svobodného zednářství a gnosticismu, respektive neognosticismu.
Doinel byl ovlivněn dobovým esoterismem, okultismem a spiritualismem, přičemž navštěvoval bohoslužby swedeborgiánské církve a byl následovníkem Guillauma Monoda, který se prohlašoval za nového Krista. Získal také zasvěcení do svobodného zednářství a Kabalistického řádu Růžového kříže. Ke vzniku církve došlo kvůli údajnému zjevení katarského biskupa Guilhaberta de Castres, který požadoval znovuzaložení „gnostické církve“ na seanci v roce 1889. Organizace byla od počátku úzce spojená s Martinistickým řádem, jehož zakladatel Papus získal biskupské svěcení a Doinel byl zase členem nejvyšší rady řádu. Zároveň církev přejala ze zednářství třístupňový model zasvěcení. Doinel ke konci 1894 církev opustil a začal ji pod pseudonymem očerňovat, ale před svou smrtí v roce 1902 se do ní vrátil. Jeho nástupcem v čele církve se stal Léonce Fabre des Essarts, známý jako Synésius, v letech 1909 až 1912 byl členem také René Guénon.
Po Synésovi se stal patriarchou v roce 1908 stal Jean Bricaud, zvaný Johannès, který už prošel několika esoterickými organizacemi. Jednalo se svobodné zednářství, Martinistický řád, Karmelskou církev Eugena Vintrase a Johanitskou církev, a který se zároveň stýkal s mystikem Nizierem Anthelmem Philippem. Bricaud v roce 1911 podepsal s Papusem smlouvu podle které byla Gnostická církev oficiální církví Martinistického řádu. Počal také rozdávat titul „gnostického legáta“ , který získal například Charles Detré nebo Theodor Reuss. Po Bricaudovi stanul v čele církve Constant Chevillon, blízký rosekruciánovi Reubenovi Swinburne Clymerovi. Po jeho smrti v roce 1944 měla církev ještě tři patriarchy. Poslední z nich, Robert Ambelain, který nastoupil do úřadu v roce 1960, organizaci „uspal“ a věnoval se rozvoji vlastní Église Gnostique Apostolique. Tato nová církev uzavřela konkordát s americkou Ecclesia Gnostica „Gnostickou církví“.